# Джорджет Хейър
Джорджет Хейър (на английски: Georgette Heyer; * 16 август 1902, Уимбълдън, Лондон, Англия; † 4 юли 1974, Лондон, Англия) е английска романистка и писателка на кратки разкази в жанровете „регентски любовни романи“ и  „детективска литература“. 
Нейната писателска кариера започва през 1921 г., когато превръща история, замислена за нейния болен по-малък брат, в романа „Черният молец“. През 1925 г. се омъжва за Джордж Роналд Ружие, минен инженер. Двойката прекарва няколко години в колониалната Територия Танганика в Източна Африка и в Македония, преди да се върне в Англия през 1929 г. След като романът ѝ „Тези стари сенки“ става популярен въпреки излизането му по време на всеобщата стачка през  1926 г. в Обединеното кралство, Хейър решава, че публичността не ѝ е необходима за добри продажби. До края на живота си отказва да дава интервюта, като казва на приятел: „Личният ми живот не засяга никого, освен мен и семейството ми“.
Писателката създава историческия любовен роман и неговия поджанр „регентски любовен роман“. Нейните регентски истории са вдъхновени от Джейн Остин. За да гарантира точност, Хейър събира справочни произведения и води подробни бележки за всички аспекти от живота в Регентския период. Докато някои критици смятат, че романите са твърде подробни, а пък други смятат нивото на детайлност за най-голямото ѝ предимство. Нейната педантична природа е очевидна и в нейните исторически романи. Тя също пресъздава преминаването на Уилям Завоевателя в Англия за нейния роман „Завоевателят“.
От 1932 г. Хейър издава по един любовен роман и по един трилър всяка година. Съпругът ѝ често предоставя основни очертания за сюжетите на нейните трилъри, оставяйки я да развие взаимоотношенията между героите и диалога, така че да вдъхне живот на историята. Въпреки че много критици описват детективските романи на Хейър като неоригинални, други като Нанси Уингейт ги хвалят „за тяхното остроумие и комедия, както и за техните добре изплетени сюжети“.
Успехът ѝ понякога е помрачаван от проблеми с данъчни инспектори и предполагаеми плагиати. Хейър избира да не завежда съдебни дела срещу заподозрените литературни крадци, но опитва множество начини да минимизира данъчните си задължения. Принудена да остави настрана творбите, които тя нарича своя „magnum opus“ (трилогия, обхващаща рода Ланкастър), за да пише по-успешни от търговска гледна точка произведения, Хейър в крайна сметка създава дружество с ограничена отговорност, за да администрира правата върху своите романи. Няколко пъти е обвинявана, че осигурява прекалено голяма заплата за себе си и през 1966 г. тя продава компанията и правата върху седемнадесет от нейните романи на издателството „Букър-Макконъл“. Хейър продължава да пише до смъртта си през юли 1974 г. По това време 48 от нейните романи все още са в печат; последната ѝ книга – „Моят лорд Джим“ е публикувана посмъртно.

## Ранни години
Джорджет Хейър е родена в квартал Уимбълдън, Лондон, през 1902 г. Кръстена е на баща си Джордж Хейър. Майка ѝ Силвия Уоткинс учи виолончело и пиано и е една от тримата най-добри студенти в своя клас в Кралския колеж по музика. Дядото на Хейър по бащина линия е емигрант от Русия, а нейните баба и дядо по майчина линия са притежавали влекачи по река Темза.
Хейър е най-голямото от три деца: нейните братя Джордж Борис (известен като Борис) и Франк са с 4 и с 9 години по-малки от нея. През част от детството ѝ семейството живее в Париж, но се завръща в Англия малко след избухването на Първата световна война през 1914 г. Въпреки че фамилното име на фамилията се е произнасяло „Хайер“, настъпването на войната кара баща ѝ да премине към произношението „Хейър“, за да не бъдат объркани с германци. По време на войната той служи като офицер по реквизиции за британската армия във Франция. След войната е номиниран за член на Ордена на Британската империя (MBE). Той напуска армията през 1920 г. с чин на  капитан, преподава в Кралския колеж в Лондон и понякога пише за литературното списание „Гранта“. Силно насърчава децата си да четат и никога не им забранява книга. Джорджет чете много и често се среща с приятелките си Джоана Канан и Карола Оман, за да обсъждат книги. Хейър и Оман по-късно споделят помежду си текущата си работа и си отправят критики.
Когато е на 17 г., Хейър започва поредица, за да забавлява брат си Борис, който страда от форма на хемофилия и често е болен. Баща ѝ с удоволствие слуша нейния разказ и я моли да го подготви за публикуване. Неговият агент намира издател за нейната книга: през 1921 г. излиза „Черният молец“ (The Black Moth), който разказва за приключенията на млад мъж, който поема отговорност за измамата на карти на брат си. Според нейния биограф Джейн Ейкън Ходж романът съдържа много от елементите, които ще станат стандартни за романите на Хейър: „мрачно-саркастичният мъжки лидер, бракът в опасност, екстравагантната съпруга и групата безделни, забавни млади мъже“. На следващата година един от нейните съвременни разкази – „Предложение до Сесили“, е публикуван в списание „Хепи“.

## Брак
По време на почивка със семейството си през декември 1920 г. Хейър се запознава с Джордж Роналд Ружие, който е с две години по-възрастен от нея. Двамата стават редовни танцови партньори, докато Ружие учи в Кралското училище по минно дело, за да стане минен инженер. През пролетта на 1925 г., малко след публикуването на петия ѝ роман, те се сгодяват. Един месец по-късно бащата на Хейър умира от инфаркт. Той не оставя пенсия и тя поема финансовата отговорност за братята си, на 19 и 14 години. Два месеца след смъртта на баща ѝ, на 18 август, Хейър и Ружие се женят на проста церемония.
През октомври 1925 г. Ружие е изпратен да работи в Кавказ, отчасти защото е научил руски като дете. Хейър остава у дома и продължава да пише. През 1926 г. тя издава „Тези стари сенки“ (These Old Shades), в който херцогът на Ейвън ухажва собствената си подопечна. За разлика от първия ѝ роман този се фокусира повече върху личните взаимоотношения, отколкото върху приключенията. Книгата се появява в разгара на общата стачка в Обединеното кралство през 1926 г.; в резултат на това романът не получава никакво отразяване във вестниците, рецензии или реклама. Въпреки това той е продаден в 190 хил. екземпляра. Тъй като липсата на публичност не наврежда на продажбите на романа, Хейър отказва до края на живота си да промотира книгите си, въпреки че нейните издатели често я молят да дава интервюта. Веднъж тя пише на свой приятел, че „що се отнася до снимането ми на работа или в моята градина..., това е видът публичност, който намирам за отвратителен и за съвсем ненужен. Личният ми живот не засяга никого, освен мен и семейството ми.“
Съпругът на писателката се завръща у дома през лятото на 1926 г., но след месеци е изпратен в източноафриканската територия Танганика. Хейър се присъединява към него на следващата година. Те живеят в храстите в колиба, направена от слонска трева. Хейър е първата бяла жена, която нейните слуги някога са виждали. Докато е в Танганайка, тя пише The Masqueraders – развиваща се през 1745 г., книгата проследява романтичните приключения на братя и сестри, които се преструват на противоположния пол, за да защитят семейството си, всичките бивши якобити. Въпреки че Хейър няма достъп до всички нейни справочни материали, книгата съдържа само един анахронизъм: тя поставя откриването на джентълменския лондонски клуб White's година по-рано. Тя също пише разказ за своите приключения, озаглавен „Рогатият звяр от Африка“, който е публикуван през 1929 г. във вестник The Sphere.
През 1928 г. Хейър следва съпруга си в Македония, където почти умира, след като зъболекар неправилно ѝ слага упойка. Тя настоява да се върнат в Англия, преди да създадат семейство. На следващата година Ружие напуска работата си, превръщайки Хейър в основната отговорна за прехраната на семейството. След неуспешен експеримент с управляването на компания за газ, кокс и осветление мъжът ѝ купува спортен магазин в Хоршъм с пари, взети назаем от лелите ѝ. Брат ѝ Борис живее над магазина и помага на Ружие, докато Хейър продължава да осигурява по-голямата част от приходите на семейството с нейното писане.

## Регентски романи
Най-ранните произведения на Хейър са любовни романи, повечето от които се развиват преди 1800 г. През 1935 г. тя издава Regency Buck – първият ѝ роман, развиващ се в Регентсткия период. Този бестселър създава по същество жанра на регентския любовен роман. За разлика от романтичната литература от този период от други писатели романите на Хейър представят обстановката като сюжетно средство. Много от нейните герои проявяват съвременна чувствителност; по-конвенционалните герои в романите обикновено изтъкват ексцентричността на героинята, като например желанието да се омъжи по любов. Книгите се развиват почти изцяло в света на богатата висша класа и само от време на време споменават бедност, религия или политика.
Въпреки че британското регентство продължава само от 1811 до 1820 г., романите на Хейър се развиват между 1752 и 1825 г. Според литературния критик Кей Мюсел книгите се въртят около „структуриран социален ритуал – брачният пазар, представен от сезона в Лондон “, където „всички са застрашени от остракизъм за неподходящо поведение“. Нейните регентски романи са вдъхновени от писанията на Джейн Остин, чиито романи се развиват в същата епоха. Творбите на Остин обаче са съвременни романи, описващи времето, в което тя живее. Според Памела Реджис в нейния труд „Естествена история на романтичния роман“, тъй като историите на Хейер се развиват сред събития, които са се случили повече от 100 години по-рано, тя е трябвало да включи повече подробности за периода, за да могат нейните читатели да го разберат. Докато Остин може да пренебрегва „дреболиите на облеклото и декора“, то Хейър включва тези подробности, „за да снабди романите... с „тона на времето““. По-късни рецензенти, като Лилиан Робинсън, критикуват „страстта на Хейър към конкретния факт без загриженост за неговата значимост“, а Марганита Ласки пише, че „тези аспекти, от които Хейър е толкова зависима за нейното създаване на атмосфера, са само тези, които Джейн Остин... споменава само когато иска да покаже, че даден герой е вулгарен или нелеп". Други, включително Антония Сюзън Байът, вярват, че „осъзнаването на тази атмосфера от страна на Хейър – както на дребните детайли от социалните занимания на нейните забавни часове, така и на емоционалната структура зад измислицата, която създава – е най-голямото ѝ предимство“.
Решена да направи романите си възможно най-точни, Хейър събира справочни произведения и изследователски материали, които да използва, докато пише. Към момента на смъртта си тя притежава повече от 1000 исторически справочници, включително Debrett's и Речника на Камарата на лордовете от 1808 г. В допълнение към стандартните исторически трудове за периодите Средновековие и 18 век, нейната библиотека включва истории на кутии за енфие, пътни знаци и костюми. Тя често изрязва илюстрации от статии в списания и записва интересна лексика или факти върху бележки, но рядко записва къде е намерила информацията. Нейните бележки са сортирани в категории, като красота, цветове, дрехи, шапки, домакинство, цени и магазини и дори включват подробности като цената на свещите през определена година. Други тетрадки съдържат списъци с фрази, обхващащи теми като „Храна и съдове“, „Нежности“ и „Форми на обръщение“. Един от нейните издатели – Макс Райнхард веднъж се опитва да предложи редакторски предложения относно езика в една от книгите ѝ, но е незабавно информиран от член на нейния екип, че никой в Англия не знае повече за езика на Регентството от Хейър.
В интерес на точността Хейър веднъж купува писмо, написано от херцога на Уелингтън, за да може да използва точно неговия стил на писане. Тя твърди, че всяка дума, приписвана на Уелингтън в „Позорна армия“, всъщност е изречена или написана от него в реалния живот. Нейните познания за периода са толкова обширни, че Хейър рядко споменава изрично дати в книгите си; вместо това тя разполага историята, като небрежно се позовава на по-големи и по-второстепенни събития от епохата.

### Видове герои
Хейър се специализира в два вида романтични главни мъжки роли, които тя нарича Марк I и Марк II. Марк I е с нюанси на г-н Рочестър (героят на „Джейн Еър“ на Шарлот Бронте), който по нейни думи е „груб, властен и често граничен“. Марк  II, за разлика от него, е стилен, изтънчен и често икона на стил. По подобен начин нейните героини (отразяващи разделението на Остин между жизнени и кротки) попадат в две големи групи: високият и елегантен мъжествен тип и тихият подлаган на тормоз тип.
Когато героят Марк I срещне героя Марк I, както в Bath Tangle или Faro's Daughter, настъпва силна драма, докато интересен обрат на основната парадигма е осигурен от The Grand Sophy, където героят Марк I се смята за Марк II и трябва да бъде предизвикан, за да излезе наяве истинската му същност.

## Трилъри
„Завоевателят“ (1931) е първият роман на Хейър за историческа художествена литература, който дава измислен разказ за реални исторически събития. Тя проучва щателно живота на Уилям Завоевателя, дори пътува по маршрута му, когато той отива в Англия. На следващата година творчеството ѝ се отклонява още по-драстично от ранните ѝ исторически романи, когато е публикуван първият ѝ трилър „Стъпки в мрака“. Появата на романа съвпада с раждането на единственото ѝ дете Ричард Джордж Ружие, което тя нарича „най-забележителното (всъщност несравнимо) произведение“. По-късно в живота си Хейър иска издателите ѝ да се въздържат от препечатване на „Стъпки в мрака“, като казва: „Тази работа е публикувана едновременно със сина ми... тя бе първият от моите трилъри и бе увековечен, докато аз, както би казал всеки персонаж от Регентството, се увеличавах. Съпруг и двама нецензурни братя са имали пръсти в това и аз не твърдя, че това е главната ми творба“.
През следващите няколко години Хейър публикува по един любовен роман и по един трилър всяка година. Любовните романи са много по-популярни: обикновено се продават в 115 000 копия, докато от нейните трилъри са продадени 16 000 копия. Според нейния син Хейър „гледа на писането на мистериозни истории по-скоро като на решаване на кръстословица – интелектуално отклонение, преди да трябва да се сблъскаме с по-трудните задачи на живота“.
Съпругът ѝ участва в голяма част от нейното писане. Той често чете доказателствата за нейните исторически романи, за да улови грешки, които тя може да е пропуснала, и е сътрудник в нейните трилъри. Той предоставя сюжетите на детективските истории, описващи действията на героите "А" и "Б". След това Хейър създава героите и взаимоотношенията между тях и вдъхва живот на сюжетните точки. Понякога ѝ е трудно да разчита на нечии други сюжети; най-малко един път, преди да напише последната глава на книга, тя моли Ружие да обясни още веднъж как всъщност е извършено убийството.
Нейните детективски истории, които, според критика Ърл Ф. Баргeниe, „специализирани в семейни убийства от висшата класа", са известни предимно със своята комедия, мелодрама и романтика. Комедията произлиза не от действието, а от личностите и диалога на героите. В повечето от тези романи, всички поставени във времето, когато са написани,  фокусът разчита предимно на героя, с по-малка роля на героинята. Нейните ранни мистериозни романи често включват атлетични герои; след като съпругът на Хейър започва да преследва мечтата си от цял живот да стане адвокат, романите започват да включват адвокати и адвокати в главните роли.
През 1935 г. трилърите на Хейър започват да проследяват двойка детективи на име суперинтендант Ханасайд и сержант (по-късно инспектор) Хемингуей. Двамата никога не стават толкова популярни, колкото други съвременни измислени детективи като Еркюл Поаро на Агата Кристи и лорд Питър Уимси на Дороти Л. Сейърс. Една от книгите с героите на Хейър, Death in the Stocks, е драматизирана в Ню Йорк през 1937 г. като „Просто убийство“. Пиесата се фокусира върху комедията, а не върху мистерията, и въпреки че има добър актьорски състав, включително Едуард Филдинг като Ханасайд, затваря след три нощи.
Според критика Нанси Уингейт детективските романи на Хейър, последният написан през 1953 г., често включват неоригинални методи, мотиви и герои, като седем от тях използват наследството като мотив. Романите винаги се развиват в Лондон, малко село или на домашно парти. Критикът Ерик Рутли нарича много от нейните герои клишета, включително необразования полицай, екзотична испанска танцьорка и селски викарий с невротична съпруга. В един от нейните романи фамилиите на героите дори са подредени по азбучен ред според реда, в който са представени. Според Уингейт детективските истории на Хейър, подобно на много други от онова време, показват отчетлив снобизъм към чужденците и по-нисшите класи. Нейните мъже от средната класа често са груби и глупави, докато жените са или невероятно практични, или проявяват лоша преценка, обикновено използвайки лоша граматика, която може да стане злобна. Въпреки стереотипите обаче Рутли твърди, че Хейър е имала „доста забележителна дарба да възпроизвежда крехкия и ироничен разговор на англичанката от горната средна класа на онази възраст (непосредствено преди 1940 г.)". По-нататък Уингейт споменава, че трилърите на Хейър са били известни „със своето остроумие и комедия, както и с добре изтъканите си сюжети“.

## Финансови проблеми
През 1939 г. съпругът на писателката е призован в адвокатската колегия и семейството се премества първо в Брайтън, след това в Хоув, така че той да може лесно да пътува до Лондон. На следващата година двамата изпращат сина им в подготвително училище, създавайки допълнителен разход за Хейър. Блиц бомбардировките от 1940-1941 г. прекъсват пътуването с влак във Великобритания, което кара Хейър и семейството ѝ да се преместят в Лондон през 1942 г., за да може мъжът ѝ да бъде по-близо до работата си.
След като обядва с представител на издателството „Ходър & Стоутън“, което публикува нейните детективски истории, Хейър чувства, че нейният домакин я е покровителствал. Компанията има опция за следващата ѝ книга; за да ги накара да нарушат договора ѝ, тя пише Penhallow, което Book Review Digest от 1944 г. описва като „история за убийство, но не и мистериозна история“. Издателството отказва книгата, като по този начин прекратява връзката си с писателката, а изд. „Хайнеман“ се съгласява да я публикува вместо това. Нейният издател в Съединените щати, „Дабълдей“, също не харесва книгата и прекратява контактите си с нея след нейното публикуване.
По време на Втората световна война братята ѝ служат във въоръжените сили, облекчавайки едно от нейните парични притеснения. Съпругът ѝ междувременно служи в Родната гвардия, освен че продължава да работи като адвокат. Тъй като е начинаещ в кариерата си, Ружие не печели много пари и ограничението на хартията по време на войната води до по-ниски продажби на книгите на Хейър. За да покрие разходите им, тя продава правата на Общността на нациите за These Old Shades, Devil's Cub и Regency Buck на своя издател „Хайнеман“ за £750. Контакт в издателството – нейният близък приятел AS Frere, по-късно предлага да ѝ върне правата срещу същата сума пари, която ѝ е платена. Хейър отказва да приеме сделката с обяснението, че е дала дума да прехвърли правата. Тя също рецензира книги за „Хайнеман“, спечелвайки по 2 гвинеи за рецензия, и позволява нейните романи да бъдат сериализирани в Women's Journal преди публикуването им като книги с твърди корици. Появата на един роман на Хейър обикновено кара списанието да се разпродаде напълно, но тя се оплаква, че те „винаги харесват най-лошата ми работа“.
За да минимизира данъчните си задължения, около 1950 г. Хейър създава дружество с ограничена отговорност, наречено „Херон Ентърпрайзис“. Възнагражденията от нови заглавия ще бъдат изплащани на компанията, която след това ще осигури заплатата на Хейър и ще изплаща хонорари за директори на нейното семейство. Тя ще продължава да получава хонорари от предишните си заглавия, а чуждестранните хонорари – с изключение на тези от Съединените щати – ще отидат при майка ѝ. В рамките на няколко години обаче данъчен инспектор установява, че Хейър тегли твърде много пари от компанията. Инспекторът счита допълнителните средства за неразкрити дивиденти, което означава, че тя дължи допълнителни £3000 под формата на данъци. За да плати данъчната сметка, Хейер пише две статии: „Книги за Бронте“ и „Как да бъдеш литературен писател“, които са публикувани в списание „Пънч“. Веднъж тя пише на свой приятел: „Толкова съм уморена да пиша книги в полза на Министерството на финансите и не мога да ти опиша колко силно негодувам срещу прахосването на парите ми за такива глупави неща като образование и за правенето на живота лесен и луксозен на така наречените работници.“
През 1950 г. Хейър започва да работи върху това, което тя нарича „магнум опус на последните ми години“ – средновековна трилогия, предназначена да обхване рода Ланкастър между 1393 и 1435 г. Тя изчислява, че ще ѝ трябват пет години, за да завърши работата. Нейните нетърпеливи читатели непрекъснато настояват за нови книги; за да удовлетвори тях и данъчните си задължения, Хейър прекъсва, за да напише регентски романи. Ръкописът на първи том от поредицата, My Lord John, е публикуван посмъртно.
Дружеството с ограничена отговорност продължава да безпокои Хейър и през 1966 г., след като данъчните инспектори установяват, че тя дължи на компанията £20 000, тя най-накрая уволнява счетоводителите си. Тогава тя поисква правата върху най-новата ѝ книга, Black Sheep, да бъдат издадени лично на нея. За разлика от другите ѝ романи книгата не се фокусира върху членове на аристокрацията. Вместо това следва „средната класа с пари“, като финансите са доминираща тема в романа.
Новите счетоводители на Хейър я призовават да напусне Херон Ентърпрайзис. След две години тя най-накрая се съгласява да продаде компанията Букър-Макконъл, която вече притежава правата върху имотите на писателите Иън Флеминг и Агата Кристи. Букър-Макконъл ѝ плаща приблизително £85 000 за правата върху 17-те заглавия на Хейър, притежавани от компанията. Тази сума е обложена с по-ниската ставка на капиталовия трансфер, а не с по-високата ставка на данъка върху доходите.

## Имитатори
С нарастването на популярността на Хейър други автори започват да имитират нейния стил. През май 1950 г. един от нейните читатели я уведомява, че Барбара Картланд е написала няколко романа в стил, подобен на този на Хейър, използвайки повторно имена, черти на характера и сюжетни точки и перифразирани описания от нейните книги, особено A Hazard of Hearts, който заимства герои от Friday's Child и The Knave of Hearts, който заимства от These Old Shades. Хейър завършва подробен анализ на предполагаемите плагиатства за своите адвокати и докато делото така и не стига до съда и не е получено извинение, плагиатството спира. Адвокатите ѝ предлагат тя да предаде плагиатството на пресата. Хейър отказва.
През 1961 г. друг читател пише за прилики, открити в творбите на Катлийн Линдзи, особено в романа Winsome Lass. Романите заемат сюжетни точки, герои, фамилни имена и богат жаргон на Регентството. След като феновете обвиняват Хейър, че „публикува калпави неща под псевдоним“, Хейър пише на другия издател, за да се оплаче. Когато авторът се отказва от обвиненията, Хейър прави подробен списък на заемките и историческите грешки в книгите. Сред тях е многократното използване на фразата "to make a cake of oneself", която Хейер е открила в частни отпечатани мемоари, недостъпни за обществеността. В друг случай авторът се позовава на исторически инцидент, който Хейър е измислила в по-ранен роман. Адвокатите на Хейър препоръчват съдебна заповед, но тя в крайна сметка решава да не съди.

## Последни години
През 1959 г. съпругът на Хейър става кралски съветник. На следващата година синът им Ричард се влюбва в Сузана Флинт – съпруга на негов познат. Ричард помага на жената да напусне съпруга си и двойката се жени, след като разводът ѝ е финализиран. Хейър е шокирана от неприличието, но скоро обиква снаха си, като по-късно я описва като „дъщерята, която никога не сме имали и си мислехме, че не искаме“. Ричард и съпругата му отглеждат двамата ѝ сина от първия ѝ брак и дават на Хейър единственото ѝ биологично внуче през 1966 г., когато се ражда синът им Никълъс Ружие.
С напредването на възрастта Хейър започва да страда от по-чести здравословни проблеми. През юни 1964 г. тя претърпява операция за отстраняване на камък в бъбрека. Въпреки че лекарите първоначално прогнозират 6-седмично възстановяване, след два месеца те прогнозират, че може да мине година или повече, преди тя да се почувства напълно добре. На следващата година е ухапана от комар, но ухапването става септично, което кара лекарите да предложат присаждане на кожа. През юли 1973 г. получава лек инсулт и прекарва три седмици в старчески дом. Когато брат ѝ Борис почива по-късно същата година, Хейър е твърде болна, за да отиде на погребението му. Тя претърпява нов инсулт през февруари 1974 г. Три месеца по-късно е диагностицирана с рак на белите дробове, което нейният биограф приписва на 60-80-те цигари, които тя пуши всеки ден. На 4 юли 1974 г. 71-годишната писателка умира. Феновете ѝ научават за първи път фамилията ѝ по съпруг от нейните некролози.

## Наследство
Освен успеха ѝ в Обединеното кралство романите на Хейър са много популярни в Съединените щати и Германия и постигат респектиращи продажби в Чехословакия. Тя не е издавана в България. Първият тираж на един от нейните романи в Британската общност често е от 65 000–75 000 копия, а нейните романи се продават общо над 100 000 копия с твърди корици всяка година. Нейните книги с меки корици обикновено се продават в над 500 000 екземпляра всеки. Към момента на смъртта ѝ 48 от нейните книги все още са отпечатани, включително първият ѝ роман „Черният молец“.
Нейните книги са много популярни по време на Голямата депресия и Втората световна война. Нейните романи, които журналистът Лесли Макдауъл описва като съдържащи „безумие, бързи остриета и прислужници в опасност“, позволяват на читателите да избягат от светските и трудни елементи на живота си. В писмо, описващо нейния роман Friday's Child, Хейър коментира: „Самата аз смятам, че трябва да бъда застреляна за писане на такива глупости... Но това е несъмнено добра литература за бягство и мисля, че би трябвало да ми хареса, ако седях в противовъздушно убежище или се възстановявах от грип.“ 
Хейър по същество изобретява историческия любовен роман (любовен роман, развиващ се в миналото) и създава поджанра на регентския любовен роман. Когато са пуснати за първи път като масов пазар с меки корици в Съединените щати през 1966 г., нейните романи са описани „в традицията на Джейн Остин". Тъй като други писатели започват да имитират нейния стил и продължават да развиват романтиката на Регентството, техните романи са описани като „следващи романтичната традиция на Джорджет Хейър“. Според Кей Мъсел „почти всеки писател от Регентството копнее за [това] признание”.
Хейър е критикувана за антисемитизъм, по-специално сцена в The Grand Sophy (публикуван през 1950 г.). Проверката на семейните документи от Дженифър Клостър потвърждава, че тя е имала предубедени лични мнения.
Въпреки нейната популярност и успех Хейър е до голяма степен игнорирана от критиците, различни от Дороти Л. Сейърс, която рецензира An Unfinished Clue и Death in the Stocks за вестник „Сънди Таймс“. Въпреки че никой от нейните романи никога не е бил рецензиран в сериозен вестник, според Дъф Харт-Дейвис, „липсата на дълги или сериозни рецензии никога не я е притеснявала. Това, което имаше значение, бе фактът, че нейните разкази се продаваха във все по-големи количества.“ Хейър също е пренебрегнат от Енциклопедия Британика. Изданието от 1974 г. на енциклопедията, публикувано малко след нейната смърт, включва справки за популярните писатели Агата Кристи и Сейърс, но не споменава Хейър.

## Творчество
Авторка на бестселъри, писателската кариера на Хейър включва произведения от различни жанрове. Общо публикува 32 романа в жанра „любовен роман“, 6 исторически романа, 4 съвременни романа и 12 романа в жанра „детективска литература“.

### Джорджианскиромани
- 1921: The Black Moth
- 1923: The Transformation of Philip Jettan (по-късно излязла като Powder and Patch)
- 1926: These Old Shades
- 1928: The Masqueraders
- 1932: Devil's Club
- 1934: The Convenient Marriage
- 1936: The Talisman Ring
- 1941: Faro's Daughter

### Регентскилюбовни романи
- 1935: Regency Buck
- 1937: An Infamous Army
- 1940: The Spanish Bride
- 1940: The Corinthian
- 1944: Friday's Child
- 1946: The Reluctant Widow
- 1948: The Foundling
- 1949: Arabella
- 1950: The Grand Sophy
- 1951: The Quiet Gentleman
- 1953: Cotillion
- 1954: The Toll-Gate
- 1955: Bath Tangle
- 1956: Spring Muslin
- 1957: April Lady
- 1957: Sylvester, or the Wicked Uncle
- 1958: Vene
- 1959: The Unknown Ajaxtia
- 1961: A Civil Contract
- 1962: The Nonesuch
- 1963: False Colours
- 1965: Frederica
- 1966: Black Sheep
- 1968: Cousin Kate
- 1970: Charity Girl
- 1972: Lady of Quantity

### Други исторически романи
- 1922: The Great Roxhythe
- 1925: Simon the Coldheart
- 1929: Beauvallet
- 1931: The Conqueror
- 1938: Royal Escape
- 1975: My Lord John

### Съвременни романи
- 1923: Instead of the Thorn
- 1928: Helen
- 1929: Pastel
- 1930: Barren Corn

### Детективски романи
- 1932: Footsteps in the Dark
- 1933: Why Shoot a Butler?
- 1934: The Unfinished Clue
- 1935: Death in the Stocks
- 1936: Behold, Here's Poison
- 1937: They Found Him Dead
- 1938: A Blunt Instrument
- 1939: No Wind of Blame
- 1941: Envious Casca
- 1942: Penhallow
- 1951: Duplicate Death
- 1953: Detection Unlimited